# 投資法人の一覧
投資法人の一覧（とうしほうじんのいちらん）は日本の投資法人の一覧である。
所管財務局別で、頭の番号は登録番号である（例：1 → ●●財務局長第1号）。登録が抹消された投資法人も含む（頭の番号を括弧書き）。最新の登録投資法人の状況は金融庁の登録投資法人登録一覧を参照。

## 北海道財務局
- 1 - 北海道リート投資法人

## 関東財務局
- (1) - ジェイ不動産証券投資法人 - 解散済
- 2 - 日本ビルファンド投資法人
- 3 - ジャパンリアルエステイト投資法人
- (6) - ベンチャービジネス証券投資法人 - 解散済
- 7 - オリックス不動産投資法人
- 8 - 日本都市ファンド投資法人
- 10 - 日本プライムリアルティ投資法人
- 12 - 森トラストリート投資法人
- 15 - インヴィンシブル投資法人
- 16 - 平和不動産リート投資法人
- (17) - ベンチャー・リヴァイタライズ証券投資法人 - 解散済
- 18 - NTT都市開発リート投資法人
- (19) - 日本レジデンシャル投資法人 - アドバンス・レジデンス投資法人（新）に新設合併
- 20 - グローバル・ワン不動産投資法人
- (21) - 都市再生ファンド投資法人 - 解散済
- 22 - 東急リアル・エステート投資法人
- (24) - 野村不動産オフィスファンド投資法人 - 野村不動産マスターファンド投資法人に吸収合併
- 25 - ユナイテッド・アーバン投資法人
- 27 - フロンティア不動産投資法人
- (28) - ニューシティ・レジデンス投資法人 - 大和ハウスリート投資法人に吸収合併
- (29) - 東京フロンティア投資法人 - 解散済
- (30) - 東京スピリット投資法人 - 解散済
- (31) - ジャパン・シングルレジデンス投資法人 - 平和不動産リート投資法人に吸収合併
- 32 - 日本ロジスティクスファンド投資法人
- (33) - 積水ハウス・レジデンシャル投資法人 - 積水ハウス・リート投資法人に吸収合併
- (34) - プロスペクト・リート投資法人 - 大和証券リビング投資法人に吸収合併
- (35) - ラサール ジャパン投資法人 - 日本リテールファンド投資法人（後の日本都市ファンド投資法人）に吸収合併
- 36 - KDX不動産投資法人
- 37 - スターツプロシード投資法人
- 38 - 大和ハウスリート投資法人
- 39 - いちごオフィスリート投資法人
- 40 - 大和証券オフィス投資法人
- (41) - アドバンス・レジデンス投資法人（旧） - アドバンス・レジデンス投資法人（新）に新設合併
- (43) - エルシーピー投資法人 - インヴィンシブル投資法人に吸収合併
- (44) - ジャパン・ホテル・アンド・リゾート投資法人 - ジャパン・ホテル・リート投資法人に吸収合併
- 45 - 大和証券リビング投資法人
- 46 - 日本アコモデーションファンド投資法人
- (47) - トップリート投資法人 - 野村不動産マスターファンド投資法人に吸収合併
- 48 - ジャパン・ホテル・リート投資法人
- (49) - いちご不動産投資法人（旧） - いちごオフィスリート投資法人に吸収合併
- (50) - シンプレクス・リート投資法人 - 解散済
- 51 - 森ヒルズリート投資法人
- 52 - ジャパンエクセレント投資法人
- (53) - 日本コマーシャル投資法人 - ユナイテッド・アーバン投資法人に吸収合併
- (56) - 野村不動産レジデンシャル投資法人 - 野村不動産マスターファンド投資法人に吸収合併
- (58) - アーバン・レジデンシャル投資法人（デュープレックスセレクション投資法人） - 解散済
- (59) - クレジットスター投資法人 - 解散済
- 60 - 産業ファンド投資法人
- (66) - 大和ハウスリート投資法人（旧） - 大和ハウスリート投資法人（新）に吸収合併
- (67) - モルガン・スタンレー・ジャパン・ストラテジック・コア投資法人 - 解散済
- 68 - アドバンス・レジデンス投資法人
- 69 - 日本オープンエンド不動産投資法人
- 70 - 野村不動産プライベート投資法人
- 71 - コンフォリア・レジデンシャル投資法人
- 72 - 日本リート投資法人
- 73 - アクティビア・プロパティーズ投資法人
- 74 - GLP投資法人
- 75 - 三井不動産プライベートリート投資法人
- (76) - ケネディクス・レジデンシャル・ネクスト投資法人 - KDX不動産投資法人に吸収合併
- 77 - DREAMプライベートリート投資法人
- 78 - ジャパン・プライベート・リート投資法人
- 79 - 日本プロロジスリート投資法人
- 80 - イオンリート投資法人
- 81 - 大和証券レジデンシャル・プライベート投資法人
- (82) - 野村不動産マスターファンド投資法人（旧） - 野村不動産マスターファンド投資法人（新）に吸収合併
- 84 - 星野リゾート・リート投資法人
- 85 - Oneリート投資法人
- 86 - ブローディア・プライベート投資法人
- 87 - ケネディクス・プライベート投資法人
- 88 - ヒューリックリート投資法人
- (89) - 日本ヘルスケア投資法人 - 大和証券リビング投資法人に吸収合併
- (90) - インベスコ・オフィス・ジェイリート投資法人 - 解散済
- 91 - SGAM投資法人
- 92 - 東京海上プライベートリート投資法人
- 93 - SCリアルティプライベート投資法人
- 94 - 丸紅プライベートリート投資法人
- 95 - 積水ハウス・リート投資法人
- 96 - トーセイ・リート投資法人
- (97) - ケネディクス商業リート投資法人 - KDX不動産投資法人に吸収合併
- 98 - 中央日土地プライベートリート投資法人
- 99 - ヘルスケア&メディカル投資法人
- 100 - 東京建物プライベートリート投資法人
- 101 - サムティ・レジデンシャル投資法人
- (102) - ジャパン・シニアリビング投資法人 - ケネディクス・レジデンシャル・ネクスト投資法人に吸収合併
- 104 - いちごホテルリート投資法人
- (105) - タカラレーベン・インフラ投資法人
- 106 - 野村不動産マスターファンド投資法人
- 107 - ラサールロジポート投資法人
- 108 - NTT都市開発プライベート投資法人
- (109) - MCUBS MidCity投資法人 - 日本都市ファンド投資法人に吸収合併
- 110 - スターアジア不動産投資法人
- 111 - 投資法人みらい
- (112) - 森トラスト・ホテルリート投資法人 - 森トラストリート投資法人に吸収合併
- 113 - マリモ地方創生リート投資法人
- 114 - 三井不動産ロジスティクスパーク投資法人
- 115 - D&Fロジスティクス投資法人
- (116) - さくら総合リート投資法人 - スターアジア不動産投資法人に吸収合併
- 117 - DBJプライベートリート投資法人
- 118 - ニッセイプライベートリート投資法人
- 119 - 日本ホテル&レジデンシャル投資法人
- 120 - CREロジスティクスファンド投資法人
- 121 - いちごグリーンインフラ投資法人
- 122 - 三菱地所物流リート投資法人
- (123) - 日本再生可能エネルギーインフラ投資法人
- 124 - エスコンジャパンリート投資法人
- 125 - 地主プライベートリート投資法人
- 126 - Oneプライベート投資法人
- 127 - カナディアン・ソーラー・インフラ投資法人
- 128 - ヒューリックプライベートリート投資法人
- 129 - タカラレーベン不動産投資法人
- (130) - ビーロットリート投資法人 - 解散済
- 131 - ザイマックス・リート投資法人
- 132 - 東京インフラ・エネルギー投資法人
- 133 - 三井物産プライベート投資法人
- 134 - 日神プライベートレジリート投資法人
- 135 - ESRリート投資法人
- 136 - 大和証券ホテル・プライベート投資法人
- 137 - 鹿島プライベートリート投資法人
- (138) - アドバンス・ロジスティクス投資法人 - 三井不動産ロジスティクスパーク投資法人に吸収合併
- 139 - エネクス・インフラ投資法人
- 140 - サンケイリアルエステート投資法人
- 141 - 三菱HCキャピタルプライベートリート投資法人
- 142 - 大和ハウスグローバルリート投資法人
- 143 - MUFGプライベートリート投資法人
- 144 - SOSiLA物流リート投資法人
- 145 - ジャパン・インフラファンド投資法人
- 146 - 大和証券ロジスティクス・プライベート投資法人
- 147 - DREAMホスピタリティリート投資法人
- 148 - 第一生命ライフパートナー投資法人
- 149 - 両備A.P.プライベート投資法人
- 150 - シノケン・レジデンシャル投資法人
- 151 - SMBCプライベート投資法人
- 152 - 東海道リート投資法人
- 153 - 安田不動産プライベートリート投資法人
- 154 - 日本グロースキャピタル投資法人
- 155 - サムティ・ジャパンホテル投資法人
- 156 - 長谷工レジデンシャルプライベート投資法人
- (157) - サステナブル・インベストメンツ投資法人
- 158 - フージャースプライベートリート投資法人
- 159 - アドバンス・プライベート投資法人
- 160 - オープンハウスリート投資法人
- 161 - 清水建設プライベートリート投資法人
- 162 - 農中JAMLリート投資法人
- 163 - JR東日本プライベートリート投資法人
- 164 - 日鉄興和不動産プライベート投資法人
- 165 - 大成建設プライベート投資法人
- 166 - SBIプライベートリート投資法人
- 167 - 西松プライベートリート投資法人
- 168 - 東京建物ロジスティクスリート投資法人
- 169 - 第一生命総合リート投資法人
- 170 - 東京ガス不動産プライベートリート投資法人
- 171 - CREインダストリアルアセット投資法人
- 172 - いちごプライベートリート投資法人 - 以前は東祥東海リート投資法人（東海財務局長第1号）
- 173 - 東京メトロプライベートリート投資法人
- 174 - りそなプライベートリート投資法人

## 東海財務局
- (1) - 東祥東海リート投資法人 - 現在のいちごプライベートリート投資法人（関東財務局長第172号）

## 近畿財務局
- 1 - 阪急阪神リート投資法人
- (2) - MIDリート投資法人 - MCUBS MidCity投資法人（関東財務局長第109号）に商号変更の後、吸収合併され現在は日本都市ファンド投資法人
- 3 - センコー・プライベートリート投資法人
- 5 - 京阪プライベート・リート投資法人
- 6 - 関電プライベートリート投資法人
- 7 - 大阪ガス都市開発プライベートリート投資法人
- 8 - JR西日本プライベートリート投資法人
- 10 - 南海プライベートリート投資法人

## 中国財務局
- 1 - ひろしま地方創生リート投資法人

## 福岡財務支局
- 1 - 福岡リート投資法人
- 2 - JR九州プライベートリート投資法人
- 3 - FJプライベートリート投資法人